# Hayder Al-Khafadji
Hayder Al-khafadji, född 21 september 1997, är en svensk handbollsmålvakt. Han spelar sedan 2023 för CS Minaur Baia Mare.

## Karriär
Al-Khafadjis moderklubb är GIK Wasaiterna. Han skiftade tidigt till Kärra HF, och sedan Redbergslids IK. Han gjorde sin sista säsong med juniorlaget 2015/2016, samtidigt som han slussades in i A-laget i Handbollsligan. Större delen av säsongen 2016/2017 var han sedan utlånad till IF Hallby HK. 2019 skiftade han från Redbergslids IK till Torslanda HK en säsong, och sedan en säsong för HIF Karlskrona. 2021 började han spela för Hammarby IF i handbollsligan. Med Hammarby tog han silver i Svenska cupen 2023.
2023-2025 hade Al-Khafadji kontrakt med rumänska CS Minaur Baia Mare, men vände sommaren 2025 åter till Sverige med ett tvåårskontrakt med IFK Kristianstad. 